# Teenager in crisi di peso
Teenager in crisi di peso è una serie reality dell'emittente MTV che segue ragazzi obesi che vogliono o hanno bisogno di perdere peso attraverso diete ipocaloriche ed esercizio fisico. Ogni episodio segue un ragazzo o una ragazza che, coinvolti emotivamente e fisicamente da un personal trainer, affrontano esercizi fisici tali da fargli perdere molto peso nei pochi mesi successivi, aiutandoli anche psicologicamente. La serie è in onda in Italia da maggio 2011.
Ogni episodio si incentra su studenti all'ultimo anno di superiori, che nel corso dell'estate vogliono cambiare la propria vita iniziando un nuovo capitolo prima di frequentare il primo anno di college.